# Gęsice (województwo dolnośląskie)
Gęsice – wieś w Polsce położona w województwie dolnośląskim, w powiecie oławskim, w gminie Domaniów.
22 maja 2025 miał tu miejsce pożar starego nieużytkowanego młyna. Spłonął dach i drewniane stropy.

## Podział administracyjny
W latach 1975–1998 miejscowość administracyjnie należała do województwa wrocławskiego.